# PRIDE Final Conflict Absolute
PRIDE Final Conflict Absolute je bila manifestacija borbi mješovitih borilačkih vještina organizirana od strane PRIDE Fighting Championships organizacije. Događaj se održao 10. rujna 2006. godine u Saitama Super Areni u Saitami, Japan.
Ova manifestacija je sadržavala polufinalne i finalu borbu PRIDE 2006 Grand Prixja. Mirko "Cro Cop" Filipović je pobjednik ovog turnira.
Turnir je počeo 5. svibnja 2006. godine na Total Elimination Absolute manifestaciji, te se nastavio na Critical Countdown Absolute manifestaciji.

## Borbe
| Stadij turnira    | Pobjednik              | Poraženi                 | Razlog pobjede                    | Runda/vrijeme |
| ----------------- | ---------------------- | ------------------------ | --------------------------------- | ------------- |
| Neturnirska borba | Evangelista Santos     | Yosuke Nishijima         | Predaja (Gušenje)                 | 1/3:24        |
| Neturnirska borba | Ricardo Morais         | Lee Tae-Hyun             | Tehnički nokaut (Predaja iz kuta) | 1/8:08        |
| Neturnirska borba | Kazuhiro Nakamura      | Yoshihiro Nakao          | Odluka sudaca (Jednoglasna)       | 3/5:00        |
| Neturnirska borba | Mauricio Rua           | Cyrille Diabate          | Noakut                            | 1/5:29        |
| Neturnirska borba | Ricardo Arona          | Alistair Overeem         | Predaja (Udarci)                  | 1/5:29        |
| Neturnirska borba | Aleksander Emelianenko | Sergey Kharitonov        | Nokaut                            | 1/6:45        |
| Polufinale        | Mirko Filipović        | Wanderlei Silva          | Nokaut                            | 1/5:26        |
| Polufinale        | Josh Barnett           | Antonio Rodrigo Nogueira | Odluka sudaca (Podjeljena)        | 2/5:00        |
| Finale            | Mirko Filipović        | Josh Barnett             | Predaja (Udarci)                  | 1/7:32        |

## Vanjske poveznice
PRIDE FC  Arhivirana inačica izvorne stranice od 11. lipnja 2007. (Wayback Machine)